# Рока Чиленто (Салерно)
Рока Чиленто је насеље у Италији у округу Салерно, региону Кампанија.
Према процени из 2011. у насељу је живело 138 становника. Насеље се налази на надморској висини од 599 м.